# Wimshurstgenerator

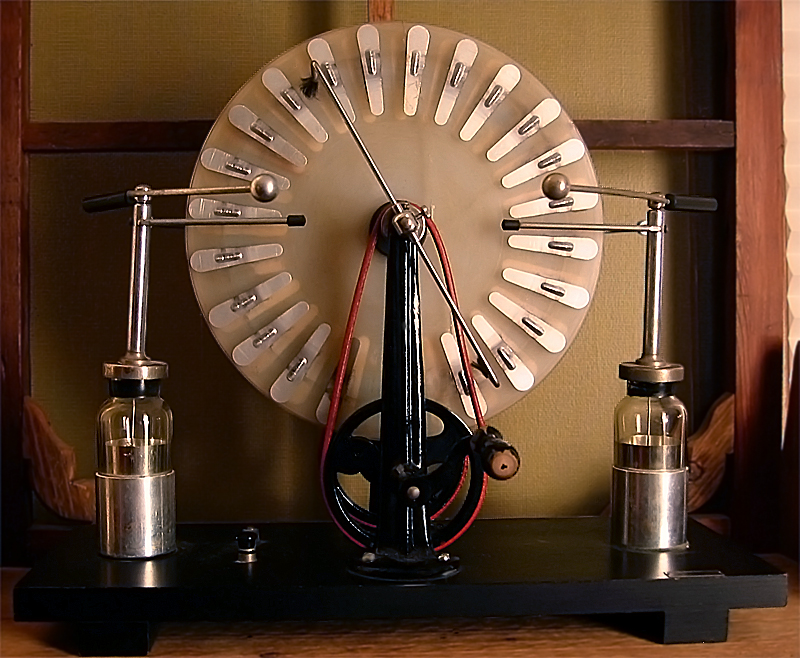
En wimshurstgenerator med två leidenflaskor. Neutalisatorn på den hitre skivan visar att apparaten är inställd för att vevas medurs.

En wimshurstgenerator, wimshurstmaskin eller Wimshursts influensmaskin är en elektrostatisk generator av den typ som kallas "influensmaskin" och som används för att alstra högspänning. Den konstruerades av den engelske uppfinnaren James Wimshurst.

## Historia och användning

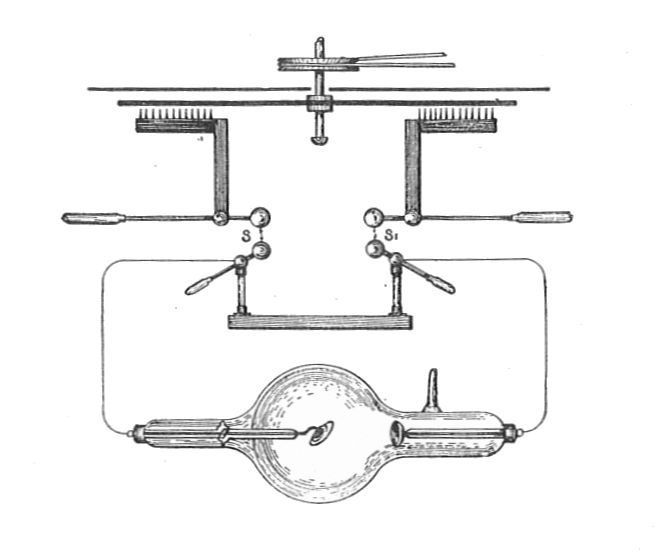
Ett röntgenrör kopplat till en (schematiskt angiven) wimshurstgenerator. Notera de kamförsedda kollektorerna.

Wimshurstgeneratorn tillhör den typ elektrostatiska generatorer som kallas "influensmaskiner" och som fungerar genom att separera laddningar meddelst elektrostatisk induktion ("influens"). Tidiga apparater av denna typ konstruerades av, bland andra, Wilhelm Holtz (1865 och 1867), August Toepler (1865) och J. Robert Voss (1880). Dessa tidigare apparater är dock mindre effektiva, känsligare för hög luftfuktighet och de flesta av dem kan spontant skifta polaritet.
Wimshurst började intressera sig för influensmaskiner runt 1880 och konstruerade själv flera av de då kända typerna i sin verkstad, vilket resulterade i en förbättrad variant av Holtz' apparat, den så kallade Holtz-Wimshurst-generatorn (eller Wimshurst-Holtz-maskinen). Via en version med trummor 1882, var han i januari 1883 klar med den konstruktion med två skivor som vi idag känner som wimshurstgenerator, wimshurstmaskin eller ofta, rätt och slätt, influensmaskin.
Influensmaskinernas främsta användningsområde var att generera högspänning till röntgenrör och elektroterapi, bland annat för behandling av cancer. Wimshurstgeneratorerna, ofta flera sammankopplade och inbyggda i lufttäta skåp med torkmedel, är dock sedan länge föråldrade som högspänningskällor och ses numera bara på museer och fysiklektioner.

## Uppbyggnad

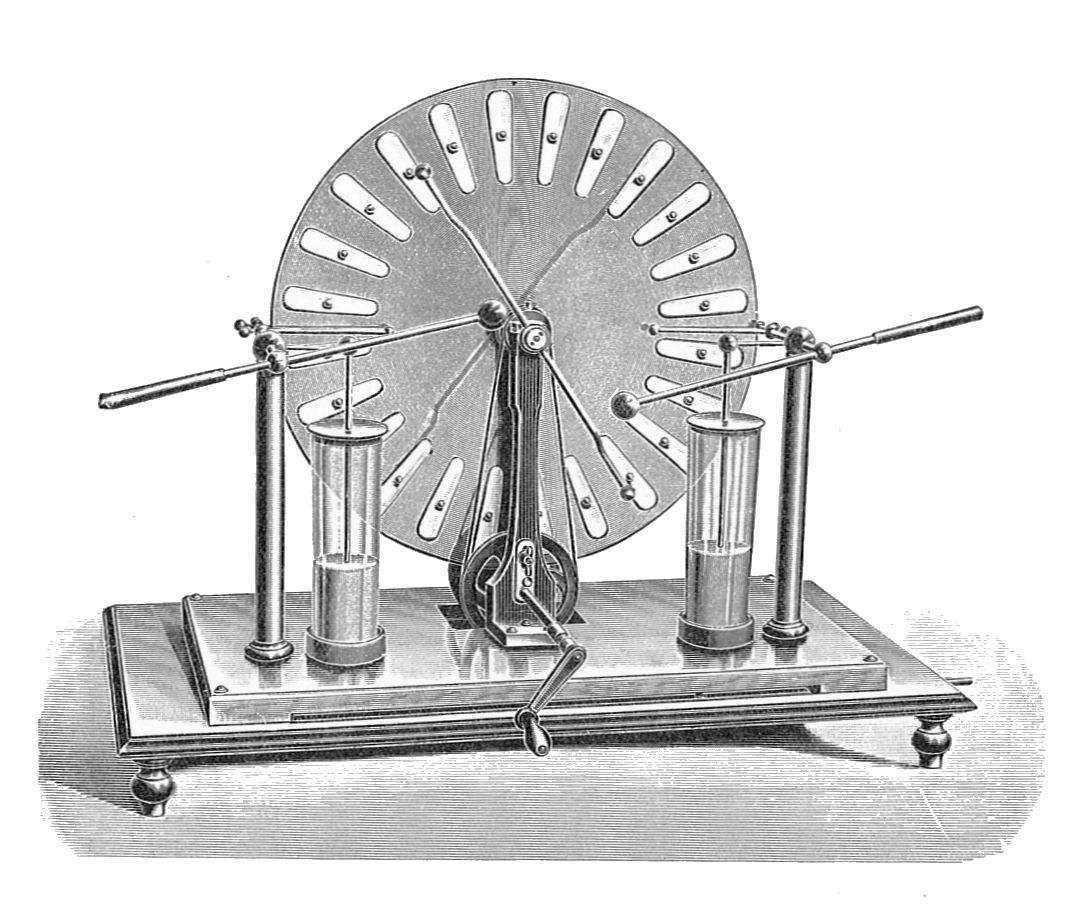
Wimshurstgenerator. Två parallella skivor med band av metallfolie som fås att rotera med hjälp av en vev (de roterar på olika håll eftersom drivremmen till den bakre skivan är korsad). På vardera sidan finns en "neutralisator" som förbinder foliebanden mittför varandra på samma skiva när dessa passerar och notera att de båda neutralisatorerna bildar ett kors. Till höger och vänster finns "kollektorer" (på båda skivorna) som är förbundna med varsin leidenflaska och vardera av dessa är förbunden med en rörlig stav på vilken det sitter en metallkula. Denna apparat är inställd för att vevas medurs för att fungera.

En wimshurstgenerator består av tre "huvuddelar":
1. Först två cirkulära skivor av ett dielektriskt material som glas (lackerat med shellack) eller ebonit med (ett jämnt antal) band av metallfolie (se bild). Skivorna är parallella på samma axel och fås att rotera på varsitt håll med en drivanordning (vev eller elmotor)[11] Metallbanden sitter på "utsidan" av skivorna och är alltså isolerade från varandra av skivorna och den lilla luftspalten mellan dem.
2. På axeln sitter två "neutralistorer": stavar av metall som har borstar i ändarna och som därigenom har kontakt med två diametralt motstående metallband på samma skiva. Neutralisatorerna kan vara flyttbara så att apparaten kan vevas antingen medurs eller moturs. Neutralisatorerna kan vara jordade eller ej, det spelar ingen avgörande roll för funktionen.[12]
3. Två U-formade "kollektorer" som greppar runt skivorna utan att vidröra dem eller metallbanden. Kollektorerna är ofta försedda med kammar för överföring av laddningarna (spetsverkan[13]). Samma kollektor "samlar upp" laddningarna från båda skivorna eftersom metallbanden på båda skivorna är positivt laddade när de passerar den ena kollektorn och negativt laddade när de passerar den andra. Till kollektorerna är ofta leidenflaskor kopplade för att på så sätt öka laddningskapaciteten och därmed den uppnådda strömstyrkan. En leidenflaska är en glasburk med en metallfolie på insidan och en annan på utsidan och fungerar som en kondensator. Insidan är förbunden med kollektorn och de båda flaskornas utsidor är antnigen förbundna med varandra eller jordade.

På demonstrationsexemplar är också en rörlig stav med en kula i änden förbunden med vardera kollektorn och mellan dessa sker de urladdningar man vill demonstrera. Om apparaten skall, exempelvis, driva ett röntgenrör eller ett gasurladdningsrör kopplar man såklart in detta i stället för att ladda ur apparaten via kulorna. Kulorna används också för att kortsluta apparaten efter bruk, något man inte skall glömma att göra!

## Funktion

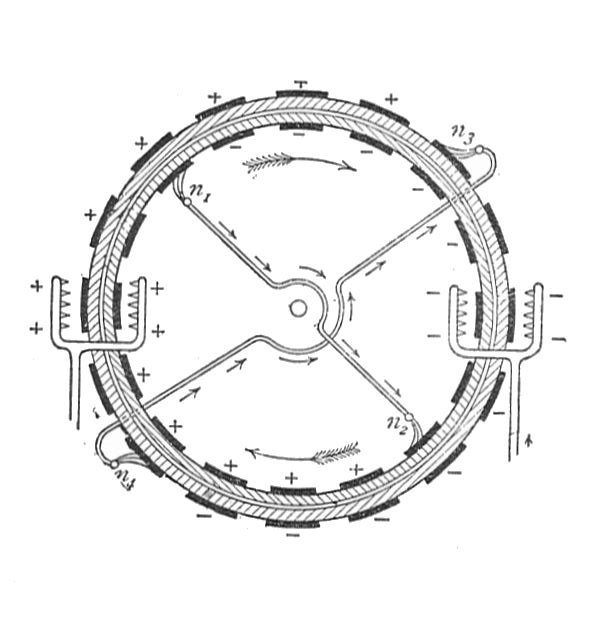
Wimshurstgenerator ritad som två trummor. En inre som roterar medurs och en yttre som roterar moturs. Till höger och vänster de två kamförsedda kollektorerna. De två neutralisatorerna (n_{1} - n_{2} respektive n_{3} - n_{4}) överför laddningar mellan två diametralt motsatta metallband på vardera trumman.

Apparaten på figuren till höger är ritad som två trummor (eller ringar) i stället för skivor, men det spelar ingen roll för funktionen - däremot ökar åskådligheten. Låt oss nu följa ett metallbands väg. Vi väljer ett på den inre trumman (denna roterar medurs) som just passerat den vänstra, positivt laddade, kollektorn. Där lämnade den av sin överskottsladdning (d.v.s. tog upp elektroner från kollektorn) så att den nu har en lite lägre positiv laddning än tidigare (laddningen är såklart inte noll eftersom kollektorn ju är positiv och metallbandet kan ju inte få lägre potential än spetsarna på kollektorkammen), så figuren är lite missvisande här. Den når nu fram till neutralisatorn vid n1. Här är den omgiven av väldigt mycket positiva laddningar på den yttre trumman (i viss mån neutraliseras dessa av de negativa laddningarna hos de metallband som ligger före på den inre trumman och som nyss laddats, men en del av dessa motverkas i sin tur till viss del av de något svagare positiva laddningarna på banden som kommer efter och även av kollektorn). Eftersom neutalisatorn nu även är i kontakt med det diametralt motsatta bandet på den inre trumman (vid n2) som är omgivet av mycket negativa laddningar, kommer det att gå en ström från n1 till n2 (det vill säga att det rusar elektroner från n2 till n1). När bandet nu blivit kraftigt negativt laddat fortsätter det sin färd mot den högra negativt laddade kollektorn för att lämna av en del av sina elektroner och under vägen bidrar den till den negativa potential som får den yttre trummans band att laddas positivt vid n3. Förutsatt att avståndet mellan trummorna (eller skivorna) och avstånden mellan metallbanden inte är för stora är de omgivande laddningarna vid neutralisatorerna tillsammans så starka att metallbanden får en allt högre laddning vid varje passage, vilket leder till att de hela tiden kan avge laddning till de allt starkare laddade kollektorerna.
På grund av att det alltid finns en liten initial skillnad i laddningsfördelning är wimshurstgeneratorn självstartande. Det är dock slumpartat vilken kollektor som blir negativ och vilken som blir positiv. Om man vill styra upp vilken kollektor som får vilken laddning kan man hålla en laddad ebonitstav (som ju blir negativt laddad om man gnider den med ett kattskinn) nära ena änden på en neutralisator när man vevar igång apparaten; den kollektor som ligger närmast denna neutralisatorände blir då negativt laddad.

### Ett förklarande tankeexperiment
Antag att vi har två uppsättningar (A och B) av n stycken uppladdningsbara föremål, "plattor", och att vi genom att arrangera de n plattorna i A kan inducera en kraftigare laddning (med motsatt tecken såklart) än vad varje enskild platta i A har i en (tillfälligt jordad) platta från B om vi närmar den till gruppen A (så att om varje platta i A har laddningen +1 kommer den platta från B vi tagit med oss att få en lite högre laddning med motsatt tecken: -(1+c) när vi jordar den). Låt oss därför som utgångsläge ge alla plattorna i A laddningen +1, ta de n plattorna i B och "bära bort" dem en och en till A och jorda dem tillfälligt, så att de var och en ges den högre laddningen -(1+c). Nu arrangerar vi alla plattorna i B på samma sätt och förfar likadant med alla plattorna i A, varvid dessa var och en får den nya högre laddningen +(1+c)2. När vi upprepar detta förfarande får vi först att plattorna i B får laddningen -(1+c)3, därefter får alla plattorna i A laddningen +(1+c)4, etcetera. Vi ser att laddningen ökar exponetiellt med antalet omgångar (det vill säga med tiden). 
I stället för att först ta alla plattorna i A, därefter alla plattorna i B och så vidare, kan vi utföra det alternerande med en platta i taget från varje grupp och höja båda gruppernas laddning kontinuerligt och "simultant" - och sluteffekten blir i stort sett densamma. När vi kört igenom alla plattorna ett varv börjar vi om på nytt med den platta vi laddade först (och som ju därför har lägst laddning). 
Vårt nästa steg blir att vi, i stället för att ta med oss en laddad platta direkt bort till den andra gruppen, tar vägen om en kollektor där vi lämnar av så mycket laddningar vi kan. Härigenom kommer kollektorns laddning att öka för varje besök. 
Wimshurstgeneratorn fungerar efter samma principer. Varje platta passerar dock sex "stationer", i stället för tre, och jobbar halva tiden som negativt laddad och halva tiden som positivt, men ordningen (1. laddas, 2. ladda andra plattor och 3. avge överskott till kollektor) upprepas härigenom bara två gånger.

## Risker
De flesta wimshurstgeneratorer är försedda med så små leidenflaskor att den genererade strömstyrkan inte skall vara livsfarlig, men en urladdning är nog så obehaglig och kan orsaka brännskador. Det finns också en risk för antändning av brännbara gaser. Urladdningarna producerar dessutom ozon och kväveoxider (NOx) från luftens syre- och kvävemolekyler.